# Можарка
Можарка — річка у Берестинському районі Харківської області. Права притока Орілі (басейн Дніпра).

## Опис
Довжина 36 км, похил річки — 2 м/км. Формується з багатьох безіменних струмків та водойм. Площа басейну 152 км².

## Розташування
Можарка бере початок в селі Мажарка. Тече переважно на південний захід і на південній стороні від села Нове Мажарове впадає у річку Оріль, ліву притоку Дніпра. У низов'ї річки знаходиться озеро Мажарка. 
Населені пункти вздовж берегової смуги: Серго, Вовківка, Олянівка. 
Між селами Вовківка та Серго річку перетинає автомобільна дорога Т 2120.